# Othonna retrofracta
Othonna retrofracta là một loài thực vật có hoa trong họ Cúc. Loài này được Jacq. mô tả khoa học đầu tiên.